# Signals
Signals – dziewiąty album studyjny kanadyjskiej grupy Rush.

## Lista utworów
1. „Subdivisions” – 5:33
2. „The Analog Kid” – 4:46
3. „Chemistry” – 4:56
4. „Digital Man” – 6:20
5. „The Weapon” – 6:22
6. „New World Man” – 3:41
7. „Losing It” – 4:51
8. „Countdown” – 5:49